# Alte Synagoge (Barmen)

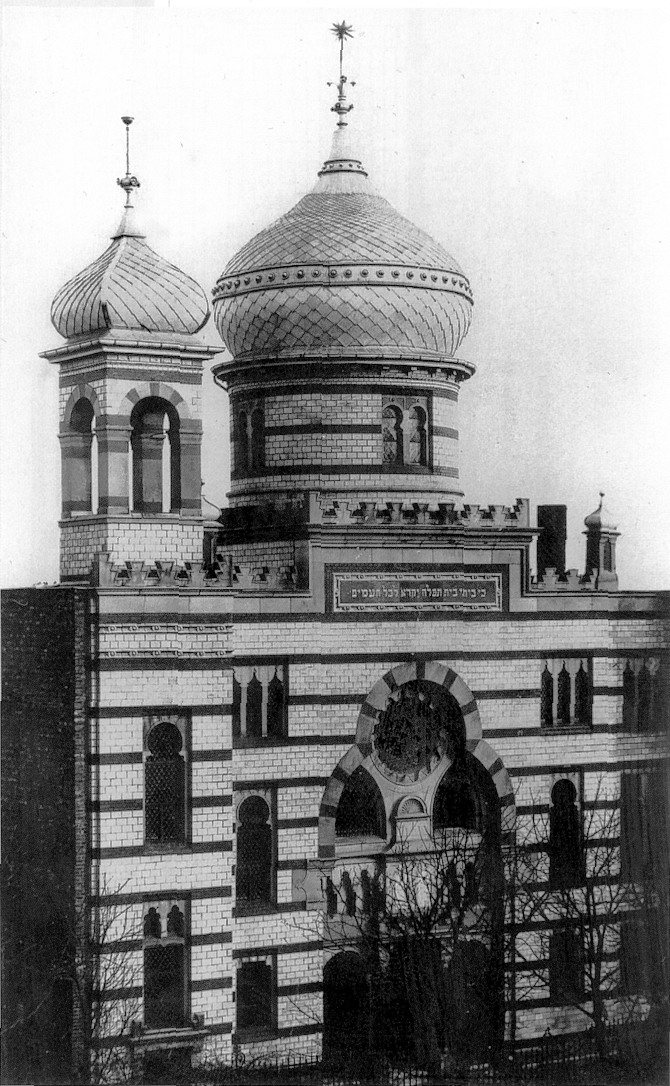
Fassade

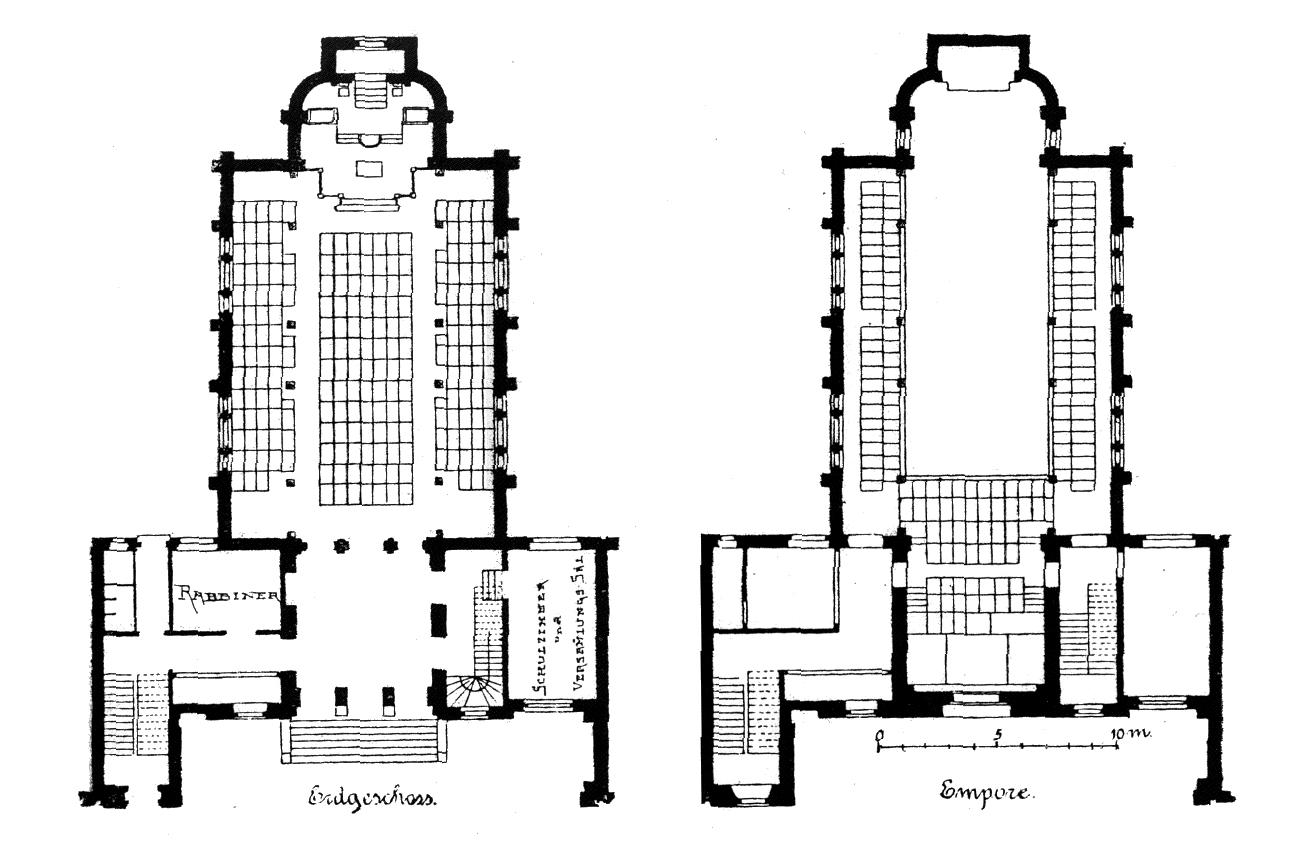
Grundriss Erd- und Obergeschoss

Die Alte Synagoge der Stadt Barmen, ab 1929 Teil von Wuppertal, diente von 1897 bis 1938 der jüdischen Gemeinde Barmens als Gotteshaus.
Bis 1984 waren die Juden in Barmen Teil der 1852 nach preußischem Recht gegründeten Synagogen-Gemeinde Elberfeld-Barmen und besuchten deren Bethäuser in Elberfeld, ab 1865 die Elberfelder Synagoge. Wegen des weiten Wegs nach Elberfeld oder Schwelm wurden schon zwischen 1830 und 1840 Versammlungen in einer Privatwohnung abgehalten; damals lebten noch weniger als 50 Juden in Barmen. In der zweiten Hälfte des 19. Jahrhunderts stieg die Zahl der Barmer Juden analog zur wachsenden Stadt rapide, 1890 waren es bereits 416. So gründete sich 1894 eine eigene Gemeinde in Barmen und erwarb sogleich einen Bauplatz an der Scheurenstraße (heute Zur Scheuren). Mit der Planung beauftragte man den Karlsruher Architekten Ludwig Levy.
Die Barmer Synagoge folgte dem so genannten maurischen Stil, also einem von islamischen Architekturelementen geprägten Historismus wie bei der Neuen Synagoge Berlins, der in der zweiten Hälfte des 19. Jahrhunderts an Synagogenbauten weit verbreitet war. Das Gebäude war außen mit weißen und roten Sandsteinen verblendet, die in waagrechten Streifen verliefen, gliedernde Architekturelemente waren aus dunklem Granit. Vor dem eigentlichen Versammlungsraum befand sich ein gut 21 m breiter Vorbau. Über dem Portal quasi als Aufsatz vor dem Turm befand sich ein Bibelspruch des Propheten Jesaja in goldener (hebräischer) Schrift: ביתי בית תפלה יקרא לכל העמים – „Denn mein Haus soll ein Bethaus genannt werden für alle Völker“ (Jes 56,7 ). Der dreitürige Eingang führte in eine quadratische Vorhalle, über der sich ein runder, bis auf 40 Meter aufragender Turmaufsatz mit zwiebelförmiger Kuppel und einem goldenen Stern erhob. Zu beiden Seiten dieser Halle befanden sich ein Treppenhaus, Räume für den Rabbiner und ein Versammlungssaal. An der linken Ecke der Fassade befand sich in einem vorgesetzten, schlanken quadratischen Turm, der von einer offenen Laterne mit Zwiebelhelm gekrönt war, der Aufgang zur Frauenempore.
Der langgestreckte dreischiffige Saal im Innern maß etwa 21 × 11,2 m und fasste rund 400 Sitzplätze. Er war zu drei Seiten von hölzernen Emporen umgeben, deren Stützen nach oben verlängert die hölzerne Dachkonstruktion trugen. Über der Vorhalle öffnete sich der Raum in eine tiefe Sänger- und Orgelempore. Gegenüber befand sich in einer erhöhten Apsis hinter einem Vorhang der Toraschrein. Der Saal war farbig ausgemalt und wurde durch farbige Glasfenster beleuchtet.
Gemäß dem einladenden Motto an der Fassade wurde die Einweihung der Synagoge am 22. Januar 1897 unter Beteiligung zahlreicher wesentlicher Repräsentanten von Stadt, Verwaltung und Gesellschaft sowie katholischer Würdenträger eröffnet.
Während der Novemberpogrome 1938 wurde die Synagoge wie zahlreiche weitere Bauten in jüdischem Besitz zerstört. Infolge von Brandstiftung brannte das im Innern durch Holzkonstruktionen getragene Gebäude in den Morgenstunden des 10. November vollständig aus.
Nach dem Zweiten Weltkrieg war Barmen lange ohne jüdisches Bethaus. Erst mit dem Neubau der Bergischen Synagoge 2002, nicht weit vom Ort, wo sich die alte Synagoge befunden hatte, erhielt Barmen und mit ihm Wuppertal für die inzwischen auf über 2000 Gläubige angewachsene Wuppertaler jüdische Gemeinde wieder ein repräsentatives Gotteshaus.